# یان کوشرا
یان کوشرا (به انگلیسی: Yann Cucherat) ژیمناست زادهٔ ۲ اکتبر ۱۹۷۹ میلادی اهل کشور فرانسه است.